# Rima
Rima je vrsta stika, kjer se ponavljajo čim bolj podobni končni glasovi dveh ali več besed, ki so si prostorsko ali časovno dovolj sosednje, bodisi v verzu ali v nevezanem govoru. Besede postanejo rima, če jih večina bralcev, za katere je bila rima ustvarjena, dojamejo kot rimo, ali vsaj domnevajo, da je tvorec besedila hotel rimati. Zato je rimanje v protestantskih pesmih rima, čeprav jih današnji bralci tako ne dojemajo: "pravil - zastopil, prišel - prelomel" (Ena peissen iz s. stariga pisma). Podobno velja za rimo nekaterih ljudskih in otroških pesmi, npr. v pesmi Šmentana muha: "muha - suha, plačal - kovačev, mesarji - zaklali".

## Delitve rime
Glede na položaj v verzu:
- končna rima
- začetna rima
- notranja rima

Po povezavi v kitici:
- zaporedna (aabb)
- prestopna (abab)
- oklepajoča (abba)
- pretrgana (abcb)
- verižna (aba bcb cdc)
- nagomilena (aaaa)
- zložena
- povratna

Po obsegu glasovnega ujemanja:
- enozložna ali moška rima
- dvozložna ali ženska rima
- trizložna ali daktilska ali tekoča rima

Po kakovosti glasovnega ujemanja:
- točna rima
- netočna rima, npr. atonirana moška rima, tonizirana ženska rima
- bogata rima
- akustična rima
- optična rima

Točna ali čista rima ali polni stik je zvočno ujemanje vseh fonemov od zadnjega naglašenega samoglasnika dalje.
Atonirana moška rima je tip rime, kjer je zadnji zlog besede nenaglašen v najmanj eni od rimanih besed: "prišla - deklica - krščenga" (Prešeren, Judovsko dekle), "zidana - jablana" (Stoji učilna zidana). To niso daktilske rime, ker so enaki le zadnji zlogi. 
Tonizirana ženska rima je tip rime, kjer je zadnji zlog besede naglašen v najmanj eni od rimanih besed: "Če bi še kdaj naneslo, oče tí mój, /.../ Po tundri me usuj za nizko zímo" (Milan Jesih, Sonet). 